# Kanton Saint-Chély-d'Apcher
Kanton Saint-Chély-d'Apcher (francouzsky Canton de Saint-Chély-d'Apcher) je francouzský kanton v departementu Lozère v regionu Languedoc-Roussillon. Tvoří ho sedm obcí.

## Obce kantonu
- Albaret-Sainte-Marie
- Les Bessons
- Blavignac
- La Fage-Saint-Julien
- Les Monts-Verts
- Rimeize
- Saint-Chély-d'Apcher